# Baeocera paradoxa
Espèce
Synonymes
- Eubaeocera paradoxa Löbl, 1971 (protonyme)

Baeocera paradoxa est une espèce de coléoptères de la famille des Staphylinidae et de la sous-famille des Scaphidiinae.

## Répartition et habitat
Cette espèce est décrite du Sri Lanka.